# Église réformée Notre-Dame de Ressudens
L'ancienne église Notre-Dame de Ressudens, temple protestant depuis l'introduction de la Réforme en 1536, est située dans le village de Ressudens, sur le territoire de la commune de Grandcour, en Suisse. La paroisse est membre de l'Église évangélique réformée du canton de Vaud.

## Histoire
Le village de Ressudens est mentionné dans les sources dès l'an 922 et les fouilles ont révélé des tombes anthropomorphes taillées dans le roc, remontant au premier millénaire. Une première église romane existait sur le site du temple actuel. Il en a été retrouvé une abside semi-circulaire et des fonts baptismaux. Il faut attendre 1228 pour rencontrer la première mention d'une église paroissiale dans ce village.  L'église actuelle a été bâtie à la fin du XIIIe siècle.
En 1293, la seigneurie de Grandcour, dont dépendait Ressudens, passe à Louis de Savoie. Peu après, vers 1300, une peinture murale vient orner la fenêtre nord, illustrant saint Martin et des armoiries.
En 1311, Blanche de Savoie apporte en dot Grandcour et ses dépendances à Pierre II de Grandson. Le vocable Notre-Dame de cette église est attesté pour la première fois en 1349 et vers 1376, l'édifice est exhaussé tandis que le chœur est orné de peintures murales. Le clocher a été élevé après 1416.
À la Réforme, en 1536, les peintures sont badigeonnées. La cure attenante est bâtie en 1742 et un porche est ajouté à l'église en 1792.
L'église fait l'objet d'une importante restauration en 1922-1923 par l'architecte Louis Bosset et le peintre restaurateur Ernest Correvon. Nouvelles restauration des peintures murales en 1959 par Théo-Antoine Hermanès, puis encore en 1965 par Anne-Françoise Pelot.
Le temple est inscrit comme bien culturel suisse d'importance nationale. Une association des Amis de l'église de Ressudens a été créée pour mettre en valeur le bâtiment.
L'édifice est particulièrement remarquable pour ses peintures médiévales. Des vestiges d'armoiries et de la devise « ie le weil » (Je le veux) permettent d'attribuer la commande de cette œuvre picturale à Guillaume de Grandson, seigneur de Grandcour. Plusieurs cycles se déroulent sur les trois parois du chœur, illustrant l'enfance et la vie publique de Jésus, puis la passion du Christ.
Les vitraux de la grand fenêtre du chœur ont été restitués d'après des fragments anciens par les verriers Kirsch et Fleckner, de Fribourg, en 1922. Les vitraux de la nef sont l’œuvre de Guignard et J. Schmit de Lausanne, également en 1922.